# Neottia suzukii
Neottia suzukii là một loài thực vật có hoa trong họ Lan. Loài này được (Masam.) Szlach. mô tả khoa học đầu tiên năm 1995.